# Toni Landenhammer
Toni Landenhammer ist ein ehemaliger deutscher Skispringer.

## Werdegang
Sein internationales Debüt gab Landenhammer im Rahmen der Vierschanzentournee 1953 in Innsbruck. Auf der Bergiselschanze sprang er auf einen guten 18. Platz und erreichte damit am Ende der Tournee den 21. Platz der Gesamtwertung. Bei der folgenden Vierschanzentournee 1953/54 startete Landenhammer in Garmisch-Partenkirchen und Bischofshofen und schloss die Tournee nach zwei Top-20-Platzierungen als 20. der Gesamtwertung ab. Dies blieb in den folgenden Jahren sein bestes Ergebnis. Bei keiner seiner weiteren Tourneen startete Landenhammer bei mehr als einem Springen. Nach der Vierschanzentournee 1957/58 beendete er seine aktive Skisprungkarriere.

## Erfolge

### Vierschanzentournee-Platzierungen
| Saison  | Platz | Punkte |
| ------- | ----- | ------ |
| 1953    | 21.   | 197,0  |
| 1953/54 | 20.   | 373,0  |
| 1954/55 | 35.   | 173,0  |
| 1955/56 | 48.   | 175,5  |
| 1957/58 | 59.   | 193,4  |